# Siniša Gogić
Siniša Gogić (serb. Синиша Гогић, gr. Σίνισα Γκόγκιτς, ur. 20 października 1963 w Niszu) – cypryjski piłkarz pochodzenia serbskiego grający na pozycji napastnika.

## Kariera klubowa
Karierę piłkarską Gogić rozpoczął w rodzinnym Niszu, w tamtejszym klubie FK Radnički Nisz. W 1982 roku trafił do kadry pierwszego zespołu i w sezonie 1982/1983 zadebiutował w pierwszej lidze jugosłowiańskiej. Początkowo miał problemy z przebiciem się do podstawowego składu i przez pierwsze dwa sezony rozegrał 6 spotkań w lidze. W 1985 roku spadł z Radničkim do drugiej ligi i grał w niej przez dwa lata. W 1987 roku odszedł do Radu Belgrad, w którym spędził dwa lata i dla którego zdobył 5 goli w rozgrywkach ligowych.
W 1989 roku Gogić trafił na Cypr i został zawodnikiem tamtejszego APOEL-u. W pierwszym sezonie gry w tym klubie zdobył 19 bramek i wywalczył tytuł króla strzelców ligi cypryjskiej. Sezon później strzelił 17 bramek i był drugim najlepszym strzelcem ligi. W 1992 roku wywalczył z APOEL-em mistrzostwo Cypru, a następnie także Superpuchar Cypru. W 1993 roku ponownie zdobył to drugie trofeum, a wcześniej wiosną tamtego roku sięgnął po Puchar Cypru.
W 1993 roku Gogić przeszedł do Anorthosisu Famagusta. W kolejnych dwóch sezonach był najlepszym strzelcem swojego zespołu. W sezonie 1993/1994 z 26 golami został po raz drugi królem strzelców ligi, a w następnym strzelił 24 gole, o jednego mniej niż najskuteczniejszy zawodnik ligi, Pampis Andreou z Nei Salaminy Famagusta. W 1995 roku wywalczył z Anorthosisem dwa trofea – mistrzostwo oraz superpuchar kraju.
Latem 1996 roku Gogić został piłkarzem greckiego Olympiakosu Pireus. W tym zespole był jednak na ogół rezerwowym napastnikiem, z wyjątkiem sezonu 1998/1999, w którym stworzył atak z Aleksandrosem Aleksandrisem. W latach 1997–2000 czterokrotnie z rzędu został z Olympiakosem mistrzem Grecji. W 1999 roku dodatkowo wywalczył także Puchar Grecji.
W 2000 roku Gogić powrócił na Cypr i ponownie stał się zawodnikiem APOEL-u Nikozja. Przez dwa lata strzelił 24 gole w tamtejszej pierwszej lidze. W 2002 roku został mistrzem i zdobywcą Superpucharu Cypru. Sezon 2002/2003 spędził w drużynie Olympiakosu Nikozja. W 2003 roku zakończył w jego barwach piłkarską karierę.
| Sezon     | Klub                 | Kraj       | Rozgrywki     | Mecze | Bramki |
| --------- | -------------------- | ---------- | ------------- | ----- | ------ |
| 1982/1983 | FK Radnički Nisz     | Jugosławia | I liga        | 2     | 0      |
| 1983/1984 | FK Radnički Nisz     | Jugosławia | I liga        | 4     | 0      |
| 1984/1985 | FK Radnički Nisz     | Jugosławia | I liga        | 15    | 3      |
| 1985/1986 | FK Radnički Nisz     | Jugosławia | II liga       | 0     | 0      |
| 1986/1987 | FK Radnički Nisz     | Jugosławia | II liga       | 19    | 1      |
| 1987/1988 | FK Rad               | Jugosławia | I liga        | 29    | 4      |
| 1988/1989 | FK Rad               | Jugosławia | I liga        | 22    | 1      |
| 1989/1990 | APOEL FC             | Cypr       | Division A    | 24    | 19     |
| 1990/1991 | APOEL FC             | Cypr       | Division A    | 25    | 17     |
| 1991/1992 | APOEL FC             | Cypr       | Division A    | ?     | ?      |
| 1992/1993 | APOEL FC             | Cypr       | Division A    | ?     | ?      |
| 1993/1994 | Anorthosis Famagusta | Cypr       | Division A    | 26    | 26     |
| 1994/1995 | Anorthosis Famagusta | Cypr       | Division A    | 31    | 24     |
| 1995/1996 | Anorthosis Famagusta | Cypr       | Division A    | 21    | 10     |
| 1996/1997 | Olympiakos SFP       | Grecja     | Alpha Ethniki | 14    | 3      |
| 1997/1998 | Olympiakos SFP       | Grecja     | Alpha Ethniki | 17    | 1      |
| 1998/1999 | Olympiakos SFP       | Grecja     | Alpha Ethniki | 29    | 5      |
| 1999/2000 | Olympiakos SFP       | Grecja     | Alpha Ethniki | 22    | 4      |
| 2000/2001 | APOEL FC             | Cypr       | Division A    | 26    | 8      |
| 2001/2002 | APOEL FC             | Cypr       | Division A    | 25    | 16     |
| 2002/2003 | Olympiakos Nikozja   | Cypr       | Division A    | 6     | 2      |

## Kariera reprezentacyjna
W 1994 roku Gogić otrzymał cypryjskie obywatelstwo i został powołany do reprezentacji Cypru. W niej zadebiutował 7 września 1994 roku w przegranym 1:2 spotkaniu eliminacji do Mistrzostw Europy w Piłce Nożnej 1996 z Hiszpanią. 29 listopada tamtego roku w sparingu z Izraelem (4:3) strzelił pierwszego gola w kadrze narodowej. 5 września 1998 roku zdobytym golem przyczynił się do historycznego, pierwszego zwycięstwa Cypru nad Hiszpanią (mecz eliminacji do Mistrzostw Europy 2000). Ostatni raz w reprezentacji wystąpił 10 października 1999 w meczu z Austrią (1:3). Łącznie zagrał w niej 37 razy i zdobył 8 goli.

## Kariera trenerska
Po zakończeniu kariery piłkarskiej Gogić został trenerem. Początkowo był trenerem młodzieży w Olympiakosie Pireus, a w 2007 roku objął samodzielnie zespół Apollonu Limassol. 14 września 2008 roku został asystentem w Crvenej Zveździe Belgrad, a 9 maja 2009 zastąpił na stanowisku pierwszego trenera Czedomira Janewskiego. Jeszcze w tym samym roku został szkoleniowcem greckiego Panetolikosu, grającego w drugiej lidze.